# يوجين بورنس
يوجين بورنس (بالإنجليزية: Eugene Burns)‏ هو صحفي أمريكي، ولد في 1906، وتوفي في 1 أغسطس 1957.